# Araneomorfs
Els araneomorfs (Araneomorphae) són un subordre de aranyes que es distingeixen per tenir els quelícers labidognats, és a dir, situats diagonalment i creuant-se en una acció de pinça, en contrast els ortognats que estan col·locats paral·lelament, de dalt cap a baix. Per això anteriorment al grup se l'anomenava Labidognatha, en contrast amb als migalomorfs, que pertanyien als Orthognatha.
La majoria de les aranyes pertanyen a aquest subordre i això és encara més exagerat si ens referim a l'àmbit europeu en general, i al de la Mediterrània occidental en concret.

## Sistemàtica
Els araneomorfs es divideixen en dos infraordres amb 95 famílies:
- Hypochilae, amb una única família, els hipoquílids (Hypochilidae), considerades aranyes paleocribel·lades.
- Neocribellatae, les neocribel·lades, amb una superfamília a part, els Austrochiloidea, i dues sèries de superfamílies, les entelegines (Entelogynae) i les haplogines (Haplogynae).

La hipòtesi cladistica dels araneomorfs segons Raven (1985) és la següent, tenint present que la longitud de les línies no són distàncies evolutives:

### Cladograma
A continuació un cladograma que mostra les seves relacions de parentiu
|  | Gradungulidae  |
|  |                |
|  | Austrochilidae |
|  |                |

|  | Haplogynae  |
|  |             |
|  | Entelegynae |
|  |             |

|  | Gradungulidae  |
|  |                |
|  | Austrochilidae |
|  |                |

|  | Haplogynae  |
|  |             |
|  | Entelegynae |
|  |             |

|  | Gradungulidae  |
|  |                |
|  | Austrochilidae |
|  |                |

|  | Haplogynae  |
|  |             |
|  | Entelegynae |
|  |             |

|  | Gradungulidae  |
|  |                |
|  | Austrochilidae |
|  |                |

|  | Haplogynae  |
|  |             |
|  | Entelegynae |
|  |             |

|  | Gradungulidae  |
|  |                |
|  | Austrochilidae |
|  |                |

|  | Haplogynae  |
|  |             |
|  | Entelegynae |
|  |             |

|  | Gradungulidae  |
|  |                |
|  | Austrochilidae |
|  |                |

|  | Haplogynae  |
|  |             |
|  | Entelegynae |
|  |             |

|  | Gradungulidae  |
|  |                |
|  | Austrochilidae |
|  |                |

|  | Haplogynae  |
|  |             |
|  | Entelegynae |
|  |             |

|  | Gradungulidae  |
|  |                |
|  | Austrochilidae |
|  |                |

|  | Haplogynae  |
|  |             |
|  | Entelegynae |
|  |             |

## Galeria de fotos
Fotografies d'aranyes araneomorfes que es poden observar durant el bon temps:

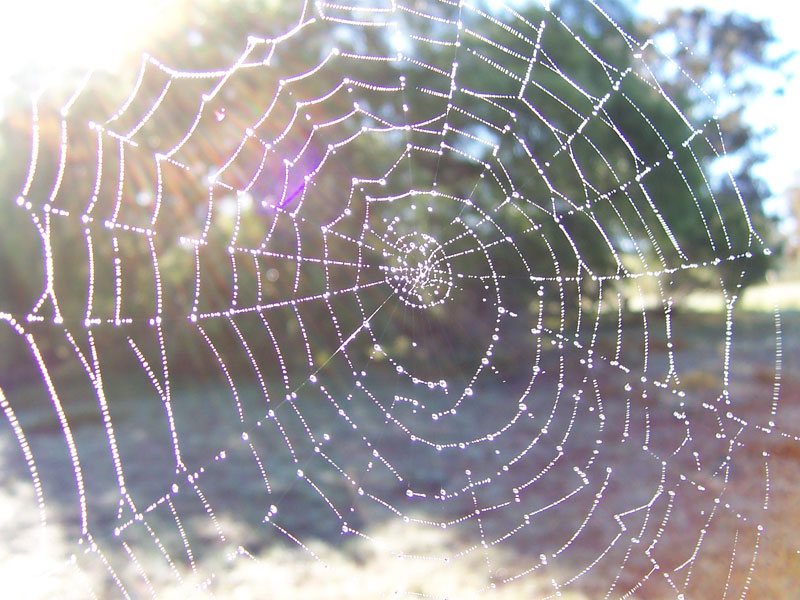
Una teranyina a primera hora del matí
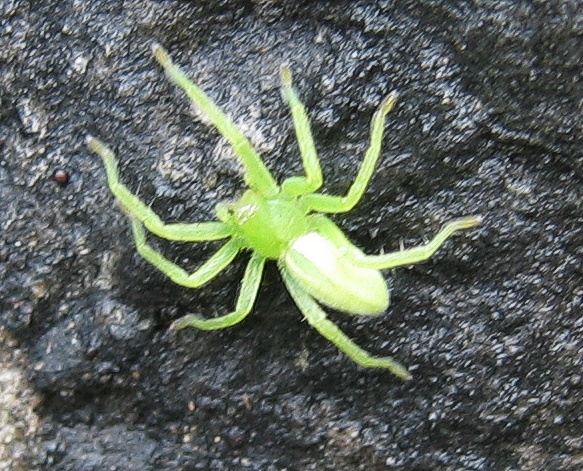
Micrommata virescens
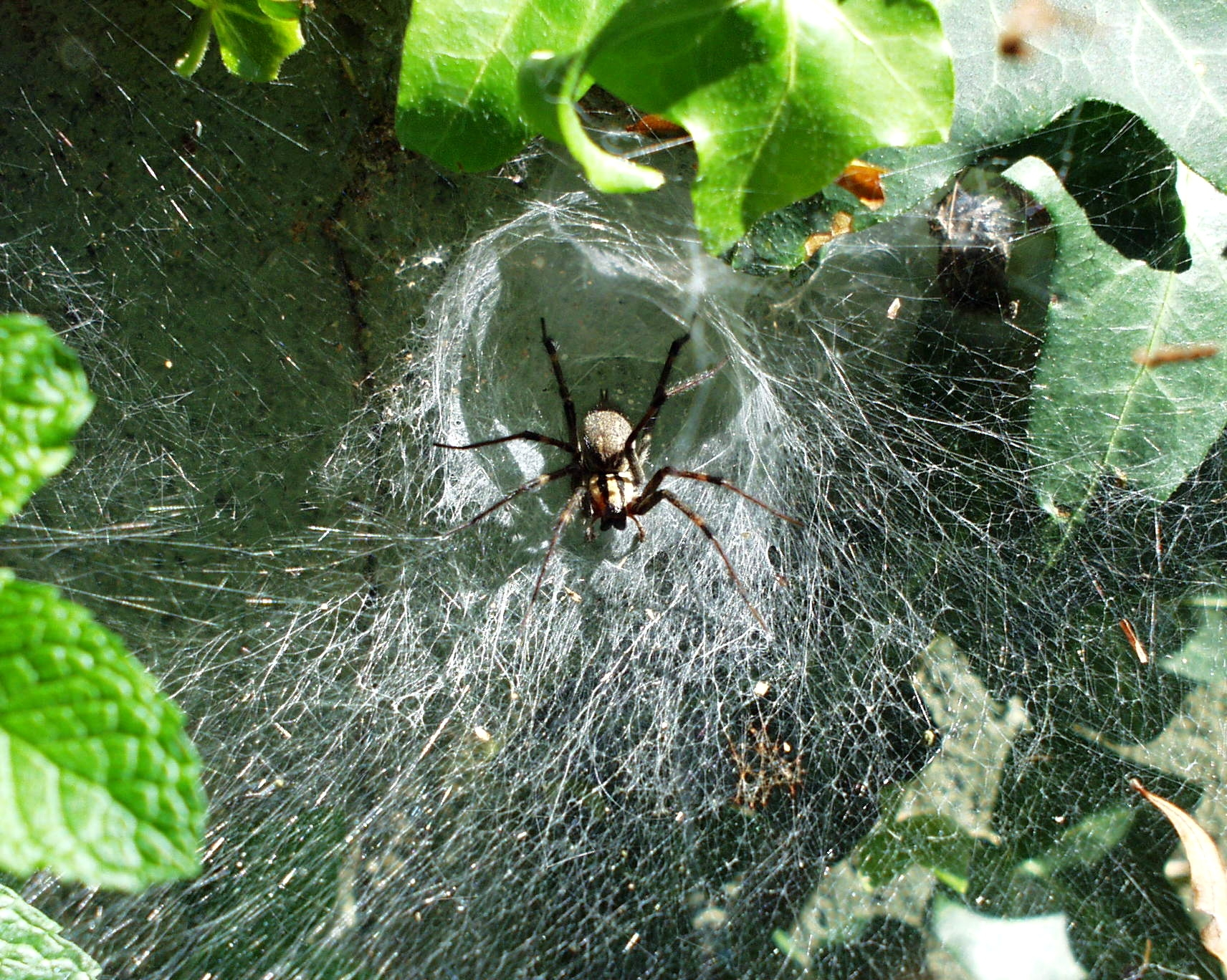
Agelena labyrinthica
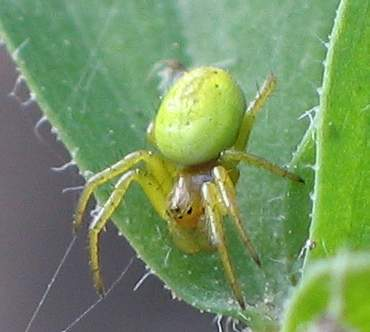
Araniella cucurbitina
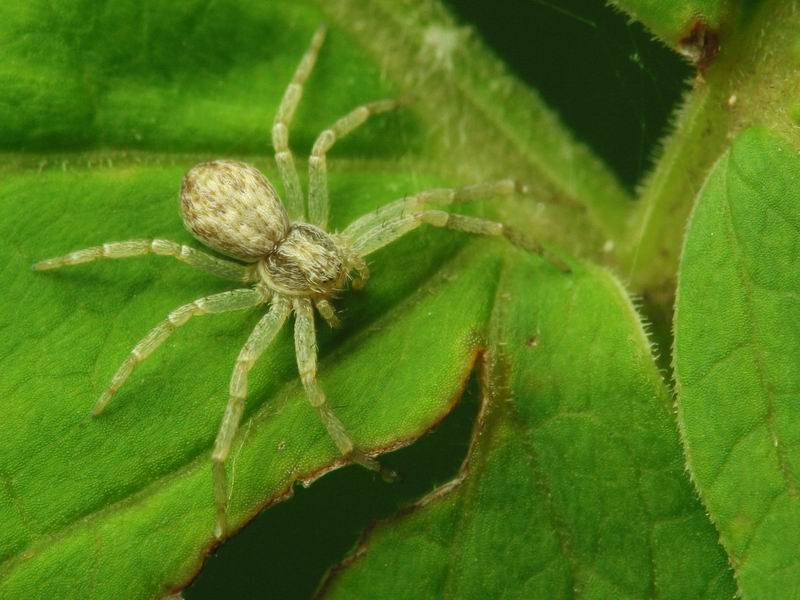
Philodromus sp.
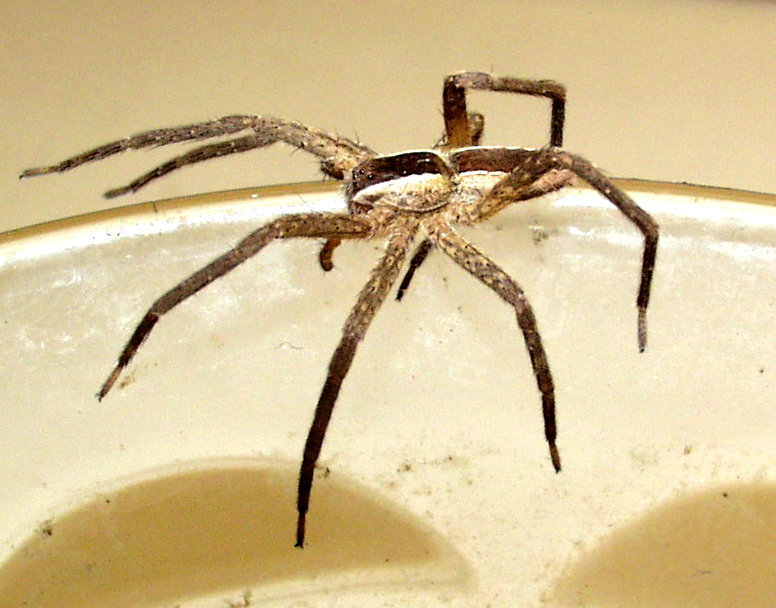
Pisaura sp.
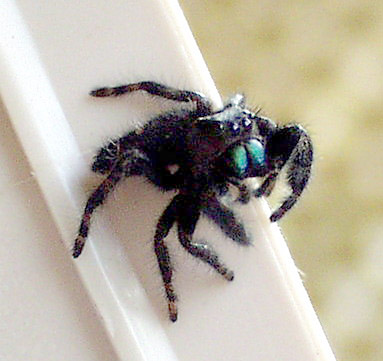
Phidippus audax